# Brovst (plaats)
Brovst is een plaats en voormalige gemeente in Denemarken.

## Voormalige gemeente
De oppervlakte van de gemeente Brovst bedroeg 222,72 km². De gemeente telde 8340 inwoners waarvan 4212 mannen en 4128 vrouwen (cijfers 2005).	Sinds 2007 hoort de gemeente bij de nieuw gevormde gemeente Jammerbugt.

## Plaats
De plaats Brovst telt 2749 inwoners (2006). Brovst was van 1897-1969 een stationsplaats door de Fjerritslev-Frederikshavn Jernbanen (FFJ).
- Library of Congress Control Number: n80070732
- Nationale Bibliotheek van Israël: 987007550213305171
- Virtual International Authority File: 143064741
- WorldCat: E39PBJgMvDcCmDgp9vCrcJ3qQq